# Miss Lupun
Miss Lupun ist ein Zahlen- und Logikrätsel. Der Name „Miss Lupun“ ist ein Anagramm von „Plus Minus“.
Die Brettspielvariante Miss Lupun und das Geheimnis der Zahlen ist im Juli 2011 erschienen und wird vom internationalen Spieleverlag Winning Moves herausgegeben.

## Geschichte
Die Erfinder, Eigner und Geschäftsführer der Marke Miss Lupun sind Thomas Sing und Ralf-Peter Gebhardt. Die Ursprungsidee des Rätsels basiert auf der Harmonielehre. Anfangs war Miss Lupun ein Rätsel, das am Klavier akustisch zu lösen war. Ermittelt werden musste das Auf und Ab von Halbtonschritten beim Übergang von einem Akkord zum anderen. Bei der Übersetzung in Mathematik entstand dann das Rätsel, wie es heute im Umlauf ist.
Das Rätsel erschien erstmals im Juli 2008 in der russisch-deutschen Monatszeitung „Heimat“. In Deutschland wurde es durch die Aufnahme auf die Rätselseite des „Konstanzer Anzeigers“ und des P.M.-Kreativtrainer bekannt, in dessen Nachfolger P.M. Logik Trainer es heute noch (Stand: 2020) erscheint. Seitdem wird es von immer mehr Zeitungen und Zeitschriften regelmäßig publiziert. Der Lupun-Verlag publizierte bisher Miss Lupun Band 1 mit 100 Rätseln in den Schwierigkeitsgraden 1 bis 5, Miss Lupun Band 2 für Fortgeschrittene mit 75 Rätseln in den Schwierigkeitsgraden 3 bis 7 und Miss Lupun Band 3 mit 88 ausgewählten Rätseln in den Schwierigkeitsgraden 1 bis 8. Seit Juli 2009 steht das Rätsel weltweit als iPhone-Applikation in den Sprachen englisch, französisch, italienisch, deutsch, russisch und tschechisch zur Verfügung.

## Ablauf
In der Standardvariante besteht ein Miss Lupun-Rätsel aus 4 Spalten und 6 Zeilen. Die oberste und unterste Zeile sind vorgegeben. Um von den 4 Anfangs- zu den 4 Endzahlen zu gelangen, müssen Zeile für Zeile 4 kleine Berechnungen ausgeführt werden. Die Rechenschritte dafür stehen zwischen den Zeilen, aber nicht in der richtigen Reihenfolge, sondern nach Größe sortiert. Jede Berechnung muss eine Zahl von 0 bis 9 ergeben. Die neu berechnete Zahl wird direkt unter die vorherige Zahl geschrieben. Als Hilfe steht manchmal eine einzelne Zahl zwischen 2 benachbarten Kästchen. Diese gibt den zahlenmäßigen Unterschied der beiden Kästchen an. Nur wenn die Rechnung von oben bis unten aufgeht, ist des Rätsels Lösung gefunden. Miss Lupun gibt es in den Schwierigkeitsgraden von 1 bis 9.

### Begriffe

Rätsel und Lösung Miss Lupun

Lupunisches Lexikon

Miss Lupun hat seine eigenen Begrifflichkeiten. Das „Lupunische Lexikon“ führt folgende Begriffe auf:
- Verdi: vertikale Differenz
- Hordi: horizontale Differenz
- Löwe: Lösungswert bzw. Core: correct result

### Lösungsmöglichkeiten
Mit 4 Spalten und 6 Zeilen können 10000 hoch 6 = 1.000.000.000.000.000.000.000.000 (1 Quadrillion) unterschiedliche Miss Lupun-Rätsel gebildet werden. Da die oberste und unterste Zeile des Rätsels sowie die Differenzen zwischen den Zeilen vorgegeben sind, stehen im Lösungsraum jeweils 4! hoch 4 = 331.776 Möglichkeiten zur Verfügung.

### Varianten
Neben der Standardvariante existieren die Varianten „Miss Lupun Plus“ für Zahlenprofis und „Miss Lupun quenkt“ als Querdenkerrätsel.

### Merkmale
Miss Lupun-Rätsel sind je nach Schwierigkeitsgrad zwischen 1 und 30 Minuten lösbar. Jedes einzelne Miss Lupun-Rätsel wird von Testlösern nach Lösespaß und Schwierigkeit getestet. Die durchschnittlichen Lösungszeiten dieser Testlöser bilden die Grundlage für die insgesamt 9 Schwierigkeitsgrade der Miss Lupun-Rätsel.
Miss Lupun-Rätsel gelten als Spielwiese für Mathematiker. Bei der mathematischen Beschäftigung mit dem Rätsel können vor allem Elemente der Matrizenrechnung und der elementaren Zahlentheorie herangezogen werden. Manche Rätsel basieren dezidiert auf dem Dualsystem. Interessant sind auch Verknüpfungen mit der Geometrie. So gibt es Miss Lupun-Rätsel, die auf Punktsymmetrie oder Achsensymmetrie beruhen und die erst mit diesem Hintergrundwissen schlüssig gelöst werden können.
Miss Lupun ist inzwischen mehr als ein Rätsel. Die Fans nennen sich die Lupuner und haben begonnen, rund um Miss Lupun Geschichten zu spinnen. Z.B. soll Miss Lupun aus Ägypten stammen und die erste Frau im pythagoräischen Bund gewesen sein. Für Spekulationen dieser Art gibt es jedoch keinerlei historische Belege.

## Lösungsmethoden
Einfache Miss Lupun-Rätsel können allein durch die Beachtung der Grundregel, die besagt, dass negative und zweistellige Zahlen nicht erlaubt sind, gelöst werden. Hohen Verdis und Hordis (7, 8, 9) ist besondere Beachtung zu schenken, weil diese die Anzahl der möglichen Permutationen in einer Zeile zumeist deutlich einschränken. Mehr logisches Verständnis und Kombinationskraft sind bei der Lösung der mittleren und schweren Rätsel erforderlich. Für diese Miss Lupun-Rätsel gibt es zwar einen Lösungsalgorithmus aber bisher keine allgemeingültige beste Herangehensweise. Jedes Rätsel birgt ein individuelles Geheimnis und ermöglicht ein Aha-Erlebnis, wenn dieses Geheimnis entdeckt wird.

## Miss Lupun, die supercoole Rätselschule
Ein pädagogisch interessantes Konzept wird im Band 4 für Kinder „Miss Lupun, die supercoole Rätselschule“ verfolgt. Dort wird über dem Miss Lupun Rätsel zunächst eine mal lustige mal informative Rätselfrage gestellt (z. B.: In welchem Jahr erschien Pippi Langstrumpf). Mit der Lösung des Miss Lupun-Rätsels erhalten die Kinder auch die Antwort auf die darüber gestellte Rätselfrage. Auf der Rückseite des Rätsels werden neben der Antwort weiterführende Erläuterungen zur Rätselfrage gegeben.

## Brettspiel Miss Lupun und das Geheimnis der Zahlen
Miss Lupun und das Geheimnis der Zahlen ist ein leicht verständliches, spannendes Strategiespiel für 2 bis 6 Personen, bei dem vom Schulkind bis zum Spiele-Profi jeder auf seine Kosten kommt.
Jeder Spieler verfügt über 10 Spielsteine mit Zahlen 0 bis 9. Mit diesen Zahlen versucht jeder Spieler auf einem rechteckigen Spielbrett mit 4 × 6 Feldern 3 Rechen- oder Legeaufgaben zu lösen. Dabei kommen sich die Spieler mit ihren Aufgaben, ob sie wollen oder nicht, ganz gehörig in die Quere – oder leisten sich unabsichtlich Hilfestellung. Miss Lupun und das Geheimnis der Zahlen wird dadurch nicht nur zu einem unglaublich spannenden, sondern auch zu einem hoch emotionalen Spiel, bei dem Ärger und Freude ganz nahe beieinander liegen.
Auszeichnungen:
- Nominierung zum deutschen Lernspielpreis 2010[1]

- Nominierung zum Spielepreis „Mensa Preference“ 2012

- Empfehlungsliste zum Spiel des Jahres 2012[2]

## Nachweise
1. ↑  Nominierungsliste Deutscher Lernspielpreis (Memento des Originals vom 20. Mai 2010 im Internet Archive)  Info: Der Archivlink wurde automatisch eingesetzt und noch nicht geprüft. Bitte prüfe Original- und Archivlink gemäß Anleitung und entferne dann diesen Hinweis.
2. ↑  Empfehlungsliste Spiel des Jahres, 2012